# 天主教梅里达-巴达霍斯总教区
天主教梅里達-巴達霍斯總教區（拉丁語：Archidioecesis Emeritensis Augustana-Pacensis）是羅馬天主教一個總教區，位於西班牙西部巴達霍斯省（西北部除外），下轄兩個教區天主教科里亞-卡塞雷斯教區和天主教普拉森西亞教區。座堂位於巴達霍斯的聖母大殿副主教座堂。

## 現況

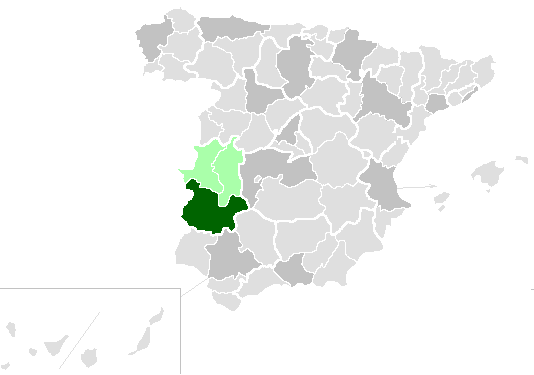
梅里達-巴達霍斯總教區管轄範圍圖

2011年，在當地596,800人口中，有教友587,700人，佔轄區總人口98,5%、217個堂區、312名司鐸、47名修士、606名修女。現任教區總主教為聖地亞哥·加西亞·阿拉西爾。

## 歷史
梅里達教區成立於3世紀，10世紀時教座遷移至巴達霍斯。1664年5月3日教區修道院成立。1994年7月28日升為總教區。